# 魂を愛が支配する
「魂を愛が支配する」（たましいをあいがしはいする）は、1995年8月19日にリリースした田原俊彦の45作目のシングル。

## 背景
表題曲は、テレビ朝日系『まいど!音楽ラスベガス』のエンディングテーマに起用された。

## 制作
作詞を手掛けた及川眠子は、表題曲について、田原が1994年にビッグ発言の渦中で制作されことに触れたうえで「堕落と破滅の美学を、反骨という方法を用いて書きたかった」と回顧している。及川は、表題曲を書いた当時心情について、中森明菜の「原始、女は太陽だった」と少年隊の「EXCUSE」を提供したときの気持ちに近いとしたうえで「私自身が反骨。今までのイメージでやりたいなら私に発注してこないでよ」とX（旧Twitter）上で吐露したものの、田原について「唯一無二の存在だと私は捉えてます。個人的な好き嫌いは別として、その時代を彩り、時代の中で確固として輝くスターの1人です。なので彼に作品を提供できたことは、私の誇りでもあります」と語っている。

## リリース
1995年8月19日に、ポニーキャニオンのNAVレーベルから発売された。

## 収録曲
| 全作曲: 都志見隆、全編曲: 武沢豊。 |                                        |           |            |      |
| #                                  | タイトル                               | 作詞      | 作曲・編曲 | 時間 |
| 1.                                 | 「魂を愛が支配する」                   | 及川眠子  | 都志見隆   | 5:16 |
| 2.                                 | 「エメラルドの碧に濡れた海」           | 芹沢類    | 都志見隆   | 4:57 |
| 3.                                 | 「魂を愛が支配する」(Original-Karaoke) |           | 都志見隆   | 5:14 |
| 合計時間:                          | 合計時間:                              | 合計時間: | 15:27      |      |